# Kuzinellus additionalis
Kuzinellus additionalis är en spindeldjursart som beskrevs av Kolodochka 1993. Kuzinellus additionalis ingår i släktet Kuzinellus och familjen Phytoseiidae. Inga underarter finns listade i Catalogue of Life.